# Calvatia craniiformis
Vesse-de-loup crâniforme
Espèce
Synonymes
- Bovista craniiformis Schwein. (1832)
- Calvatia craniiformis (Schwein.) Fr. (1849)
- Calvatia craniformis (variante orthographique)[1]

Calvatia craniiformis, la Vesse-de-loup crâniforme, est une espèce de vesses-de-loup de la famille des Agaricaceae. Elle pousse en Asie, en Australie et en Amérique du Nord, où elle croît sur le sol dans les forêts clairsemées. L'épithète de son nom fait allusion à la ressemblance de ce champignon avec le cerveau d'un animal. Le sporophore crâniforme, de couleur blanche à havane, mesure de 8 à 20 cm de large sur 6 à 20 de hauteur. D'abord lisse, la peau se ride, se fissure et s'écaille avec le temps. Elle finit par tomber pour exposer une gleba friable variant du jaune brunâtre au jaune olivâtre. Cette vesse-de-loup est comestible lorsque la gleba est encore ferme et blanche, avant qu'elle ne devienne friable et jaune brunâtre. Le champignon mûr sert d'hémostatique dans la médecine folklorique ou traditionnelle en Chine, au Japon et chez les Ojibwés.

## Taxinomie
L'espèce est décrite pour la première fois sous le nom de Bovista craniiformis par Lewis David von Schweinitz en 1832. En 1849, Elias Fries la fait passer dans le genre Calvatia fraîchement circonscrit et fait de Calvatia craniiformis l'espèce type. Scott Bates et ses collègues sont d'avis que ce nom est synonyme du Lycoperdon delicatum publié par Miles Joseph Berkeley et Moses Ashley Curtis en 1873 (non le L. delicatum publié par Berkeley en 1854), tout comme le Lycoperdon missouriense publié par William Trelease en 1891. La forme C. craniiformis f. gardneri, publiée par Yosio Kobayasi en 1932 (à l'origine, Lycoperdon gardneri Berk. 1875), a été élevée depuis au rang d'espèce sous le nom de Calvatia gardneri.
Dans leur monographie de 1962 sur les espèces nord-américaines du genre Calvatia, les mycologues Sanford Myron Zeller (en) et Alexander H. Smith ont choisi C. craniiformis pour espèce type des espèces « crâniformes », qui présentent une grande base stérile et une gleba cotonneuse persistante. Parmi elles, ils ont rangé C. umbrina, C. diguetti, C. lycoperdoides, C. rubroflava, C. ochrogleba, C. excipuliformis (que des autorités ont fait passer dans le genre Handkea (en)) et C. elata (la Vesse-de-loup élevée).

## Description

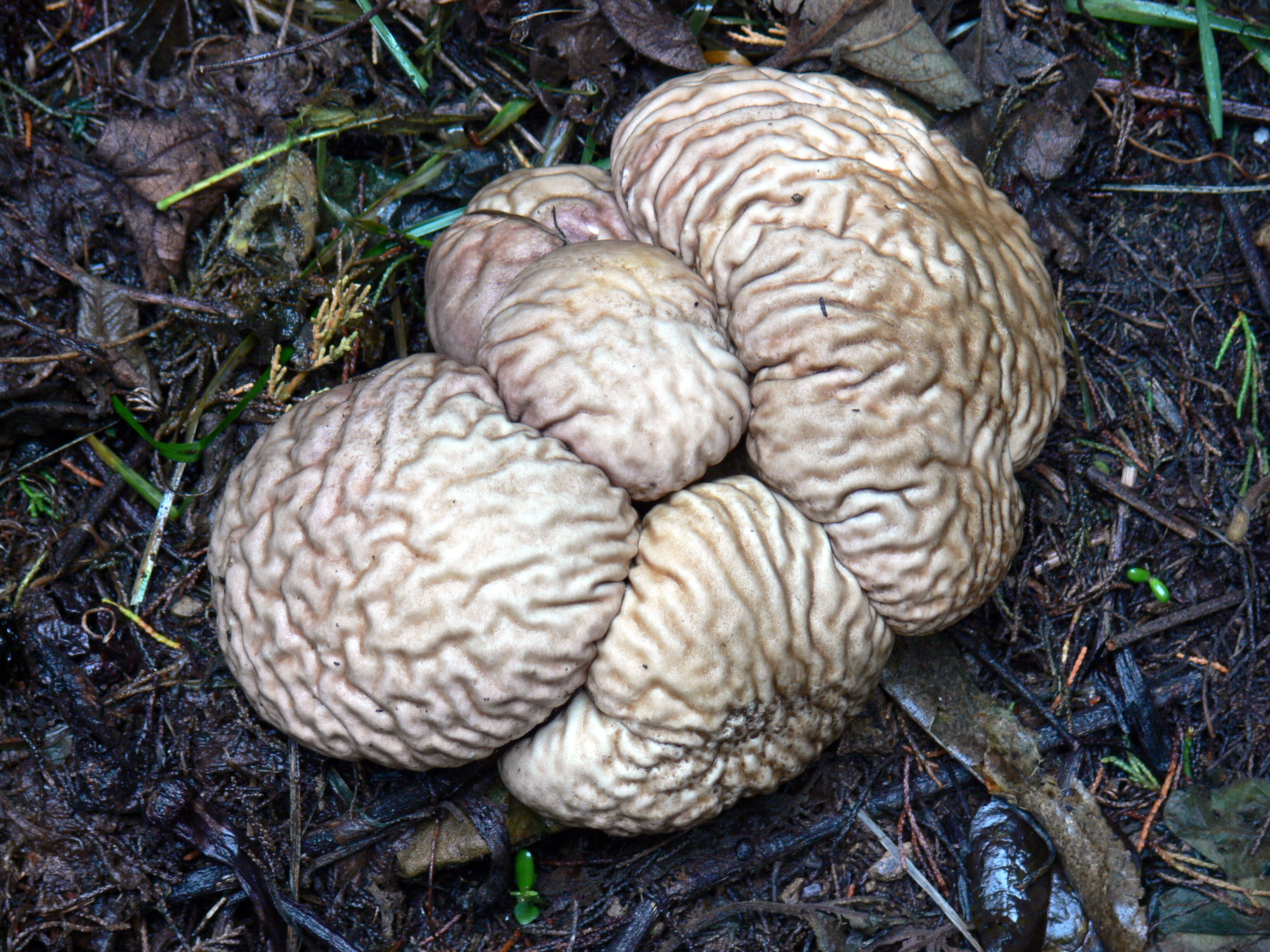
Grappe de sporophores trouvée en Nouvelle-Zélande.

Le sporophore de Calvatia craniiformis atteint de 6 à 20 cm de haut et de 8 à 20 cm de large et est piriforme, allongé, obovoîde ou turbiné. La base du champignon, épaisse, est fixée à un rhizomorphe souvent incrusté de la terre environnante. Les rhizomorphes sont bien développés et présentent, en coupe longitudinale, trois tissus distincts : un cortex extérieur, une couche sous-corticale et un cœur. L'exopéridium mince et fragile est de couleur gris à gris blanchâtre et est d'abord lisse avant de devenir aréolé (divisé en zones distinctes par des sillons). La gleba est d'abord blanchâtre, puis jaune olivâtre et enfin vert brunâtre lorsque les spores sont mûres.
Les spores, sphères hyalines, mesurent de 2,5 à 3,4 μm de diamètre. À la paroi épaisse, elles ont un court pédicelle et sont ornées de petites épines plus ou moins équidistantes l'une de l'autre. Les filaments du capillitium, longs, hyalins et rameux, mesurent de 2,4 à 4 μm d'épais. Ils sont septés et présentent parfois des creux dans leur paroi. L'exopéridium comprend des hyphes renflés à paroi épaisse mêlés de sphérocystes, tandis que l'endopéridium se compose d'hyphes à paroi épaisse étroitement entremêlés. Dans les rhizomorphes, les hyphes du cœur sont plusieurs fois plus épais que ceux des couches sous-corticales environnantes.
En microscopie optique, les spores de C. craniiformis ne se distinguent généralement pas de celles de C. rubroflava et de C. gigantea (la Vesse-de-loup géante). La microscopie électronique révèle que chacune de ces espèces se distingue par l'ornamentation de ses spores. Celles de C. craniiformis présentent de petites verrues de 0,2 μm de hauteur, bien séparées, aux pointes arrondies. Par comparaison, les verrues de celles de C. gigantea mesurent jusqu'à 0,4 μm de haut et sont disposées de façon irrégulière.

### Développement
Les nouveaux sporophores se composent, à l'extérieur, d'hyphes épais semblables à ceux du cœur des rhizomorphes ; par contraste, les hyphes de l'intérieur proviennent du cœur de la vesse-de-loup. En vieillissant, le péridium sèche et tombe en flocons pour exposer la gleba sous-jacente.

### Espèces semblables
Les plis superficiels semblables à ceux d'un cerveau et la gleba brun olivâtre mûre caractérisent C. craniiformis, mais il peut être difficile de rattacher à cette espèce les jeunes vesses-de-loup qui ne présentent pas encore ces caractéristiques. La Vesse-de-loup cupuliforme (C. cyathiformis) atteint des dimensions semblables, mais a une gleba brun pourpré, une fois arrivée à maturité. La Vesse-de-loup fragile (C. fragilis) est plus petite et a une gleba rose ou pourpre lorsqu'elle est mûre. C. bicolor est une vesse-de-loup plus ronde et plus petite qui peut être confondue avec une jeune C. craniiformis, mais présente des spores ornées plus grossièrement et ne présente pas de « sous-gléba » distincte. La Vesse-de-loup en outre (Handkea utriformis) ressemble en gros à C. craniiformis, mais au contraire de cette dernière, produit une ouverture en forme de cratère qui révèle une gleba brun olivâtre, et les filaments de son capillitium présentent des fentes nettes.

## Utilisations

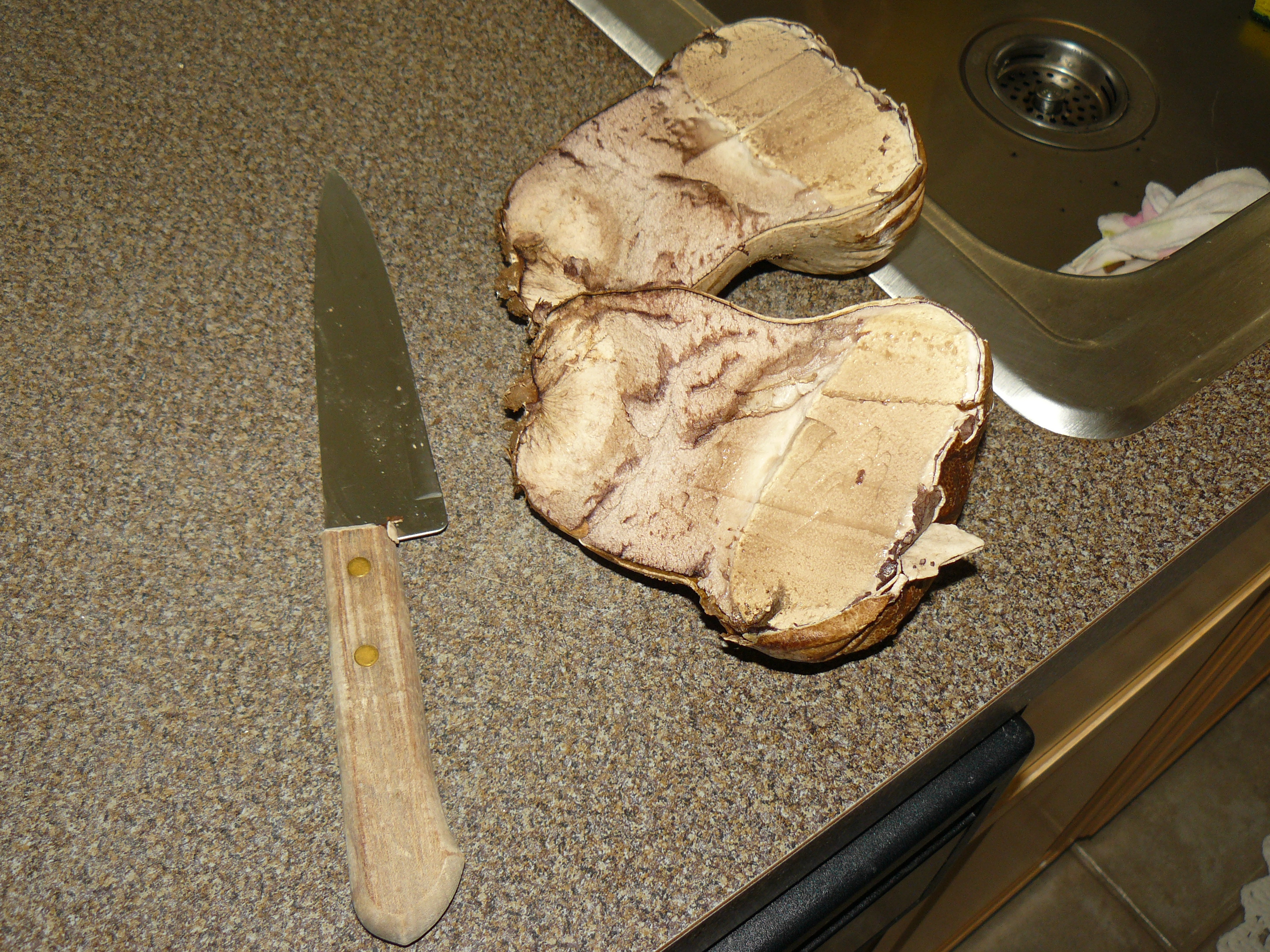
Calvatia craniiformis est comestible lorsque la gleba est ferme et blanche, ce qui n'est pas le cas de celle du spécimen illustré.

C. craniiformis est une espèce comestible. Les jeunes vesses-de-loup dont la gleba est blanche et ferme ont une odeur douce et une saveur agréable. En 1912, le mycologue Charles McIlvaine (en) indiquait que le moindre jaunissement de la vesse-de-loup la rendait amère. Elle se prête à diverses utilisations en cuisine et absorbe bien les saveurs.
Aux États-Unis, les Ojibwés utilisaient la gleba friable comme hémostatique pour arrêter le saignement de nez : la poudre des spores était inhalée par le nez. On sait maintenant que cette pratique peut causer une lycoperdonose (en), maladie pulmonaire qui se manifeste par des symptômes semblables à ceux de la pneumonie. C. craniiformis sert aussi d'hémostatique dans la médecine traditionnelle chinoise et la médecine Kampo.

## Habitat et répartition
La Vesse-de-loup crâniforme est généralement considérée comme une espèce saprophyte, mais dans une publication de 1966, on a rendu compte de l'existence d'une ectomycorhize entre ce champignon et le Copalme d'Amérique (Liquidambar styraciflua) dans des conditions de laboratoire réglées. Une étude chinoise a montré qu'il y avait facilement une mycorhyze entre C. craniifromis et des semis de peuplier sur un sol non stérilisé, mais non sur un sol stérilisé. Une recherche postérieure n'a pas permis de constater une association semblable entre C. craniiformis et le pin ponderosa. La Vesse-de-loup crâniforme croît seule ou en groupes dans les prés, les bois clairsemés, les forêts de feuillus et les zones détrempées,. En Asie, l'espèce a été trouvée en Chine, en Inde, en Indonésie, au Japon, en Malaisie et en Corée du Sud. Elle a été enregistrée en Australie. En Amérique du Nord, son aire de répartition comprend l'est et le sud des États-Unis et le Mexique. Au Michigan, c'est l'un des rares champignons trouvés régulièrement dans les plantations de robiniers faux-acacia. Les sporohores servent de source de nourriture à plusieurs espèces de diptères.